# Elecciones federales de México de 1952
Las elecciones federales de México de 1952 se llevaron a cabo el domingo 6 de julio de 1952, y en ellas fueron elegidos a nivel federal:
- Presidente de la República. Jefe de Estado y de Gobierno electo para un periodo de seis años no reelegibles en ningún caso, y que comenzó su gobierno el 1 de diciembre de 1952. El candidato electo fue Adolfo Ruiz Cortines.

- Senadores de la República. 60 miembros de la cámara alta del Congreso de la Unión, dos por cada estado de la federación y por el Distrito Federal, electos de manera directa.
- Diputados Federales. Miembros de la cámara baja del Congreso de la Unión, elegidos de manera directa por cada distrito.

## Campaña

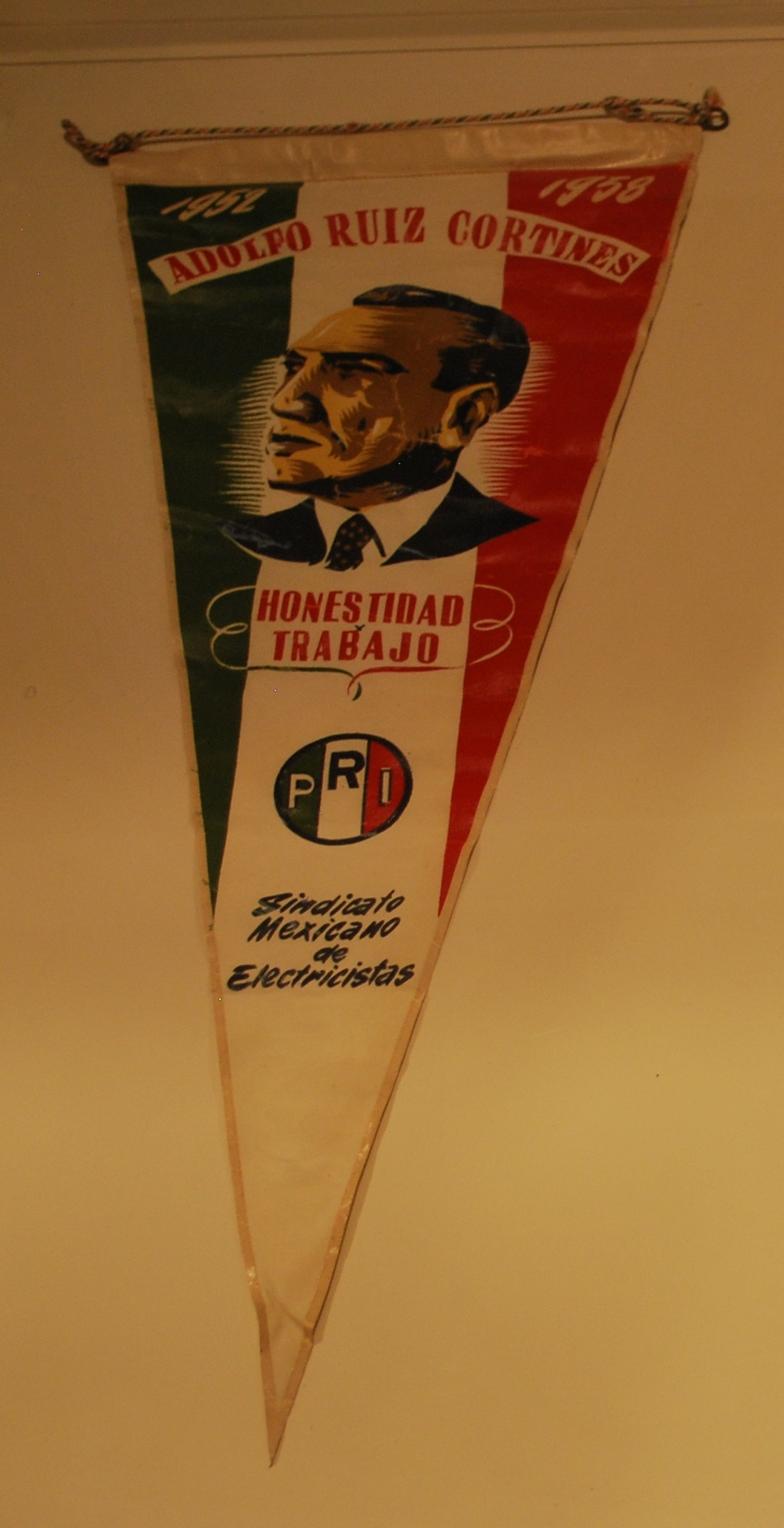
Banderín de la campaña de Ruiz Cortines.

El presidente saliente Miguel Alemán Valdés designó a su secretario de Gobernación, Adolfo Ruiz Cortines, como candidato presidencial del PRI. El coordinador de la campaña de Ruiz Cortines fue Adolfo López Mateos, quien posteriormente lo sucedería en la presidencia.
Miguel Henríquez Guzmán, un expriísta que dejó el partido en 1951, fue nominado como el candidato de la Federación de Partidos del Pueblo Mexicano (FPPM). El Partido Acción Nacional (PAN) nominó a Efraín González Luna como su primer candidato presidencial. Finalmente, el conocido líder sindical Vicente Lombardo Toledano contendió como candidato del Partido Popular (PP).
La campaña de 1952 vio la adopción del modelo de publicidad política con el objetivo de exhaltar las virtudes específicas de los candidatos. También fue la primera vez en México que se usaron estudios de mercado en una campaña política.
Entre los candidatos de oposición, Henríquez Guzmán era particularmente popular. Su campaña utilizó una canción de mariachi compuesta por Manuel Ramos Trujillo para promover su candidatura. Si bien este uso de canciones promocionales fue condenado por ciertos críticos, que lo percibían como una manera de quitarle seriedad a la política, el éxito de la canción en varias regiones del país condujo a la amplia adopción de esa y otras técnicas de mercadeo en futuras campañas.
El supuesto papel de la familia del expresidente Lázaro Cárdenas en esta elección se ha comentado ampliamente: Se comentó que Amalia Solórzano y Cuauhtémoc Cárdenas -esposa e hijo del expresidente respectivamente- habrían apoyado la candidatura de Henríquez Guzmán, mientras que Dámaso Cárdenas del Río (hermano de Lázaro y por entonces gobernador de Michoacán) hizo campaña a favor de Ruiz Cortines; se comentó que el propio Lázaro simpatizaba con Henríquez Guzmán, si bien oficialmente apoyó a Ruiz Cortines -aunque de manera más bien discreta-.
El exgobernador de Baja California Sur, Francisco José Múgica (para entonces alejado del PRI) hizo alguna declaraciones durante la campaña acusando a Ruiz Cortines de haber colaborado con los estadounidenses durante la ocupación de Veracruz de 1914. Ruiz Cortines negó las acusaciones y declaró que en aquel entonces se encontraba en la Ciudad de México al servicio de la Revolución bajo el mando de Alfredo Robles Domínguez y de Heriberto Jara. Posteriormente durante la campaña, en una visita a Veracruz el 7 de junio, el ayuntamiento de Xalapa lo homenajeó con un pergamino donde se negaban las acusaciones y se le confería el título de "Hijo Patriota e Ilustre de Veracruz".

## Resultados electorales
|  | 74.32 % |

|  | 15.88 % |

|  | 7.82 % |

|  | 1.99 % |

|  | 0.00 % |

|  | 100.00 % |

Fuente: Diario de los Debates del Congreso de los Estados Unidos Mexicanos.

## Conflictos poselectorales
Se denunciaron múltiples irregularidades en la elección y la oposición sostuvo que la elección había sido fraudulenta. El candidato situado más a la izquierda Miguel Henríquez Guzmán denunció falta de limpieza en las elecciones. Se produjo una oleada de protestas que en varias entidades de la República fueron reprimidas con violencia por el gobierno de Miguel Alemán Valdés. A partir de ese momento y durante los siguientes 20 años se registraron episodios continuados de represión violenta de los movimientos sociales de izquierda, si bien el PRI permitió la pluralidad de partidos en 1963, cuando Adolfo López Mateos apoyó la introducción de los Diputados de minoría.